# العلاقات البوروندية الجنوب سودانية
العلاقات البوروندية الجنوب سودانية هي العلاقات الثنائية التي تجمع بين بوروندي وجنوب السودان.

## مقارنة بين البلدين
هذه مقارنة عامة ومرجعية للدولتين:
| وجه المقارنة                                              | بوروندي                                    | جنوب السودان                  |
| --------------------------------------------------------- | ------------------------------------------ | ----------------------------- |
| المساحة (كم2)                                             | 27.83 ألف                                  | 619.75 ألف                    |
| عدد السكان (نسمة)                                         | 10.86 مليون                                | 12.58 مليون                   |
| الكثافة السكانية (ن./كم²)                                 | 390.23                                     | 20.3                          |
| العاصمة                                                   | بوجومبورا، جيتيغا                          | جوبا                          |
| اللغة الرسمية                                             | اللغة الكيروندية، لغة فرنسية، لغة إنجليزية | لغة إنجليزية                  |
| العملة                                                    | فرنك بوروندي                               | جنيه جنوب سوداني، جنيه سوداني |
| الناتج المحلي الإجمالي (بليون دولار)                      | 3.48 مليار                                 | 2.90 مليار                    |
| الناتج المحلي الإجمالي (تعادل القوة الشرائية) بليون دولار | 8.13 مليار                                 | 22.88 مليار                   |
| الناتج المحلي الإجمالي الاسمي للفرد دولار أمريكي          | 277                                        | 73                            |
| الناتج المحلي الإجمالي للفرد دولار أمريكي                 | 77                                         | 2.02 ألف                      |
| مؤشر التنمية البشرية                                      | 0.400                                      | 0.467                         |
| رمز المكالمات الدولي                                      | +257                                       | +211                          |
| رمز الإنترنت                                              | .bi                                        | .ss                           |
| المنطقة الزمنية                                           | ت ع م+02:00                                | ت ع م+03:00                   |

## منظمات دولية مشتركة
يشترك البلدان في عضوية مجموعة من المنظمات الدولية، منها:
| علم المنظمة | اسم المنظمة                               | تاريخ انضمام بوروندي | تاريخ انضمام جنوب السودان |
| ----------- | ----------------------------------------- | -------------------- | ------------------------- |
|             | مؤسسة التنمية الدولية                     | 28 سبتمبر 1963       | 18 أبريل 2012             |
|             | يونسكو                                    | 16 نوفمبر 1962       | 27 أكتوبر 2011            |
|             | وكالة ضمان الاستثمار متعدد الأطراف        | 10 مارس 1998         | 18 أبريل 2012             |
|             | الأمم المتحدة                             | 18 سبتمبر 1962       | 14 يوليو 2011             |
|             | الاتحاد البريدي العالمي                   | ?                    | ?                         |
|             | البنك الدولي للإنشاء والتعمير             | 28 سبتمبر 1963       | 18 أبريل 2012             |
|             | الاتحاد الدولي للاتصالات                  | 16 فبراير 1963       | 3 أكتوبر 2011             |
|             | مؤسسة التمويل الدولية                     | 28 نوفمبر 1979       | 18 أبريل 2012             |
|             | المركز الدولي لتسوية المنازعات الاستشارية | 5 ديسمبر 1969        | 18 مايو 2012              |
|             | منظمة الشرطة الجنائية الدولية             | ?                    | ?                         |
|             | الاتحاد الأفريقي                          | 25 مايو 1963         | ?                         |
|             | البنك الإفريقي للتنمية                    | ?                    | ?                         |

## وصلات خارجية
- موقع وزارة الخارجية الجنوب سودانية